# John Cockerill

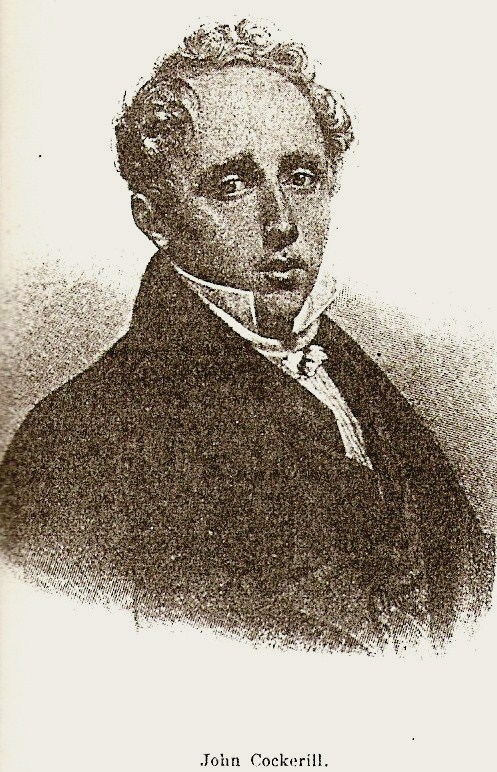
John Cockerill.

John Cockerill, född 3 augusti 1790, död 9 juni 1840, var en belgisk industriman.
Cockerill övertog 1812 en av fadern grundad maskinfabrik i Liège och utvecklade den med statens stöd till en av landets största. Han anlade själv ett stort antal fabriker, framför allt för vapen och järnvägsmateriel, såväl i som utanför Belgien, den största vid Seraing i närheten av Liège. I slutet av 1830-talet drabbades Cockerills företagsimperium av en svår kris, men firman Sociéte Cockerill vid Seraing överlevde för lång tid framöver.